# Батура-Сар
Батура Сар (7795) (Батура, Batura, Batura Sar) — найвища вершина західно-Каракорумського хребта Батура Музтаг. У багатьох публікаціях вершини Гашербрум III і Нупцзе не вважають окремими масивами і позиціонують Батура Сар, як 25-ту за висотою вершину світу.
Батура Сар знаходиться на захід від долини річки Хунза всього за 90 км від Паміру (від Таджицького кордону). Це величезний масив, що простягнувся із заходу на схід на 14 км. На заході він відділений від вузлової вершини 6882 сідловиною 6472. Але сході масив Батура Сар відділений від вершини Пасу (Pasu) (7478) сідловиною 6831. У 14-кілометровому хребті між цими сідловинами налічують 9 узвиш (перераховані із заходу на схід, всі висоти вказані відповідно до китайської карти 1:60000):
- Батура VIII (6868,6)
- Батура IV (7594)
- Батура III (7728,9)
- Батура II (7762)
- Батура I Західна (7794, на китайській карті не позначена, висота дається за Himalayan Index)
- Батура I (7794,6)
- Мучу-Чгіш (Батура V, 7531)
- Батура VII (7321)
- Батура VI (7453)

## Будова вершини
Південні схили вершини круто (45-50 град) спадають до висоти 4300 до льодовиках Балтар (Baltar) і Моучухар (Mouchuhar). Між цими льодовиками підноситься 33-кілометровий південний відрог вершини, який відходить на висоті 6600 від південного ребра Батура II.
Північні схили вершини звернені до гігантського льодовика Батура, причому на ділянці від Батура VII до Батура III вершина обривається до висоти 5400 45-50-градусною стіною до Другого льодового потоку Батури (Barura Second Ice Flow), а на ділянці від Батура III до Батура VI північні схили вершини значно більш полого спадають до Першого льодового потоку Батури (Barura First Ice Flow).
У наступній таблиці представлені дані по вершинах масиву Батура, дано декілька версій висоти:
- 1 — висота по базі даних SRTM
- 2 — висота по китайській топографічній карті 1:60000
- 3 — висота по радянській карті 1:100000
- 4 — висота по Himalayan Index

| Широта      | Довгота     | 1-SRTM | 2-China | 3-USSR | 4-Himalayan Index | Назва вершини    |
| ----------- | ----------- | ------ | ------- | ------ | ----------------- | ---------------- |
| 36° 33.135' | 74° 27.30'  | 6826   | 6868.6  | 6830   | .                 | Батура VIII      |
| 36° 32.02'  | 74° 29.195' | 7551   | 7594    | 7524   | 7594              | Батура IV        |
| 36° 31.85'  | 74° 30.06'  | 7701   | 7728.9  | 7663   | 7729              | Батура III       |
| 36° 31.00'  | 74° 30.555' | 7750   | 7762    | .      | 7762              | Батура II        |
| 36° 30.66'  | 74° 31.295' | 7752   | .       | .      | 7794              | Батура I Західна |
| 36° 30.66'  | 74° 31.34'  | 7760   | 7794.6  | 7785   | 7784              | Батура I         |
| 36° 30.33'  | 74° 32.04'  | 7463   | 7531    | .      | 7531              | Батура V         |
| 36° 30.25'  | 74° 32.33'  | 7381   | 7321    | .      | .                 | Батура VII       |
| 36° 30.17'  | 74° 33.32'  | 7428   | 7453    | .      | 7400              | Батура VI        |

## Історія сходжень
У 1954 р. відбулося успішне сходження на вершину Батура III з північного сходу (по Першому Льодовому Потоку). Меттіас Ребіч (Matthias Rebitsch) здійснив розвідку маршрута на вершину Батура I.
У 1959 р. відбулася перша спроба сходження. Англійці доктор Кіт Варбертон (Keith Warburton, лідер експедиції), Гаррі Стівенсон (Harry Stephenson) і Річард Найт (Richard Knight) і німці Мартін Ганнел (Martin Gunnel) і Альберт Хіршбічлер (Albert Hirschbichler) досягли табору III (5450 м) на скрутному льодопаді Першого Льодового Потоку. Останній раз їх бачили живими в районі табору 23 червня. Мабуть вони загинули в результаті лавини або льодового обвалу.
У 1976 р. відбулося перше сходження на вершину. До складу німецької команди під керівництвом Олександра Йшли (Dr. Alexander Schlee) входили Фред Блеслер (Fred Blesler), Х'юберт Блейкер (Hubert Bleicher), Ганс Джуд (Hans Jud), Мартін Олбенус (Martin Albanus) і Герберт Оберхофер (Herbert Oberhofer). Експедиція стартувала з півдня з льодовика Балтар. 21 травня на східній гілці льодовика Балтар на висоті 4230 був встановлений базовий табір.
Маршрут проходив через пік Батокші (6050) (Batokshi) в південному відрозі Батури до сідла Батокші (трохи північніше однойменного піку) . Сніжно-льодовий схил вище сідла перетинався по діагоналі на північно-схід під південну стінку вершини Батура I. Маршрут потребував встановлення 5 таборів вище базового. 30 червня Х'юберт Блейкер і Герберт Оберхофер досягли вершини Батура I.
Гімалайський індекс згадує про сходження на вершину Батура IV в 1978 р., проте перевірка цього посилання вказує на те, що мало місце сходження японської команди на Батура II.
У 1978 р. японська команда з 10 альпіністів на чолі з Mitsuaki Nishigori, діючи з льодовика Балтар, штурмувала вершину спочатку з півдня, а потім по південно-західній стороні. 6 липня на вершину Батура II вперше піднялися Юджі Ішикава (Yuji Ishikawa), Мітсуру Іто (Mitsuru Ito) і Макото Окубо (Makoto Okubo).
У 1983 р. австрійська команда здійснила друге сходження на Батура I. Маршрут був прокладений також з півдня, але лівіше німецького.
Гімалайський Індекс згадує про сходження з півдня на Батура IV в 1983 р. і сходження на Батура I в 1984 р., яке, однак, суперечить іншим даним. Тому статус сходження 1984 р. спірний.
У 1988 р. польсько-німецька експедиція на чолі з Петром Млотецькі (Piotr Mlotecki) повторила австрійський маршрут на вершину Батура I.